# Heinrich Ludolf Ahrens

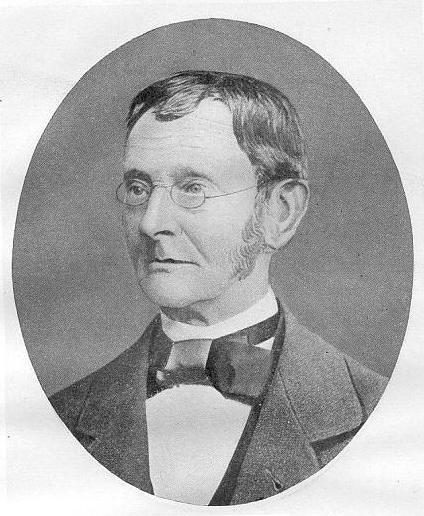
Heinrich Ludolf Ahrens

Heinrich Ludolf Ahrens (* 6. Juni 1809 in Helmstedt; † 24. September 1881 in Hannover) war ein deutscher klassischer Philologe, der als Gymnasialdirektor grundlegende Werke zu den Dialekten und zum Anfangsunterricht der altgriechischen Sprache veröffentlichte.

## Leben und Wirken

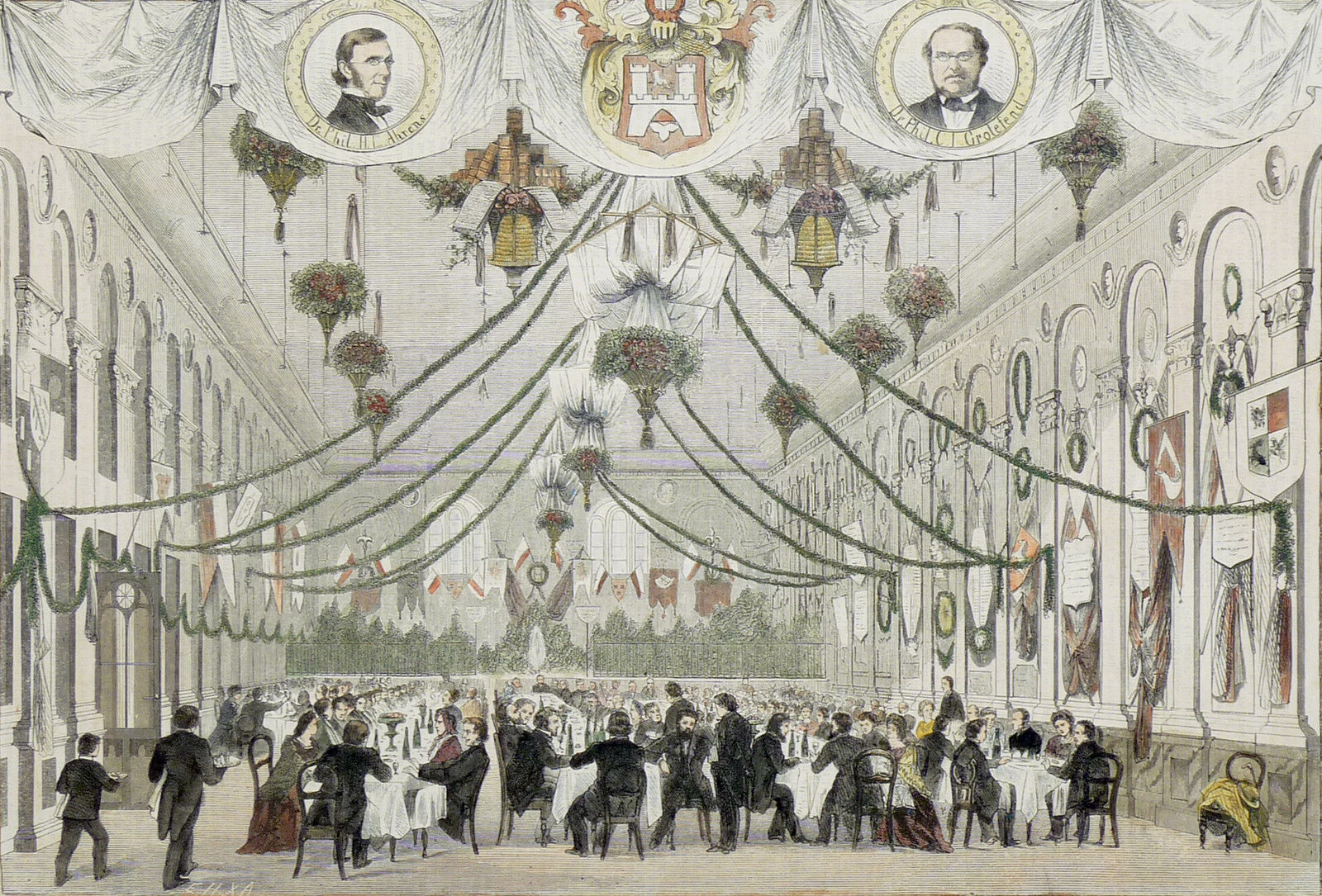
Ahrens und Karl Ludwig Grotefend in Medaillons über dem Holzstich „Das Festmahl der Philologen im Odeon zu Hannover“
kolorierter Holzstich aus der Werkstatt EHXA nach August Klemme, um 1870

Ahrens wuchs als siebter Sohn eines Lehrers in Helmstedt auf und besuchte das dortige Gymnasium Julianum ab 1817. Er studierte 1826 bis 1829 bei Karl Otfried Müller und Georg Ludolf Dissen in Göttingen Altertums- und Sprachwissenschaft. Seine Schrift De Athenarum statu politico wurde von der philosophischen Fakultät ausgezeichnet, und er promovierte und habilitierte sich dort 1829 – mit 20 Jahren. 1830 wurde er Collaborator am Göttinger Gymnasium und 1831 Lehrer am Pädagogium in Ilfeld, wo er 14 Jahre lang blieb und eine Tochter des Direktors Adolf Friedrich Brohm heiratete. Dort veröffentlichte er sein bahnbrechendes Hauptwerk zu den griechischen Dialekten, das auf der Methode Jacob Grimms fußte und ihn zum „Begründer der neueren Dialektologie“ machte. Herbert Weir Smyth bezeichnete dieses Werk als Pionierleistung, die fast vierzig Jahre lang unübertroffen geblieben sei. Bei der Niederschrift zog er sich eine Entzündung der rechten Hand zu, die er bei einem Aufenthalt in Berlin vergeblich zu heilen versuchte, wo er aber die Bekanntschaft bedeutender Gelehrter machte. Ahrens lernte mit der linken Hand zu schreiben (bis er 1869 die rechte wieder gebrauchen konnte).
1845 wurde er zum Direktor des Gymnasiums in Lingen berufen und 1849 als Nachfolger von Georg Friedrich Grotefend Direktor des Lyceums, des hannoverschen altsprachlichen Gymnasiums, ein Amt, das er fast 30 Jahre lang ausfüllte. Sein Schüler Otto Crusius erinnerte sich daran, „wie der unscheinbare Mann mit vornehmer, gedankenvoller Rede die Seelen seiner Hörer zu zwingen verstand“. Den Unterricht besonders für die unteren Klassen stellte Ahrens auf eine neue organisatorische Grundlage und setzte durch eigene Lehrbücher dauerhafte Maßstäbe für den altsprachlichen Unterricht. Dabei setzte er auf die Homermethode, nämlich so schnell wie möglich (üblicherweise nach einem sechswöchigen Grundkurs in Grammatik und Lexik) mit der klassischen Odyssee als Originallektüre zu beginnen, statt wie bisher mechanisch grammatische Formen einzuüben.
Als Wissenschaftler erkundete Ahrens viele Gebiete; neben der klassischen Philologie, Mythologie und dem Interesse für Altertümer veröffentlichte er auch zu theologischen und regionalhistorischen Fragen. Dabei leistete er oft Pionierarbeit, wurde aber im Nachhinein an vielen Stellen widerlegt, weshalb er zur zweiten Reihe der Wissenschaftler seiner Zeit zu zählen ist, dort aber zu den herausragenden.
Als Deputierter der höheren Schulen war er 1849 Mitglied der Ersten Kammer der Ständeversammlung des Königreichs Hannover, wurde aber bald von dort abberufen, weil er aus seiner deutschpatriotischen (statt hannoverschen) Gesinnung keinen Hehl machte. 1869 wurde Ahrens von König Wilhelm von Preußen in die erste hannoversche Landessynode berufen. Er war auswärtiges Mitglied der Akademie der Wissenschaften zu Göttingen (historisch-philologische Klasse) und der St. Petersburger Akademie der Wissenschaften sowie seit 1863 Mitglied des Instituto di Corrispondenza Archeologica in Rom. Ahrens trat 1879 als Geheimer Regierungsrat in den Ruhestand und starb am 24. September 1881 in Hannover. Er hatte zwei Töchter und drei Söhne.

## Schriften
100 Veröffentlichungen sind verzeichnet in: Kleine Schriften von Heinrich Ludolf Ahrens. Erster Band. Zur Sprachwissenschaft. Hrsg. von Carl Haeberlin, Hannover 1891, S. X–XV. Darunter:
- De graecae linguae dialectis. Göttingen 1839–1843, 2 Bde. (Digitalisat); 2. Ausgabe von Meister, 1881 ff. und
- Bucolicorum graecorum reliquiae. Leipzig 1855–1859, 2 Bde. (Digitalisat); Textausgabe, ebd. 1850 u. öfter.

Außerdem veröffentlichte er zahlreiche Abhandlungen, zuletzt
- Beiträge zur griechischen und lateinischen Etymologie. 1. Heft, Leipzig 1879 (Digitalisat).

Für die Schule sind bestimmt:
- Griechisches Elementarbuch aus Homer. 2. Auflage, Göttingen 1870 (Digitalisat) und
- Griechische Formenlehre des Homerischen und attischen Dialekts. 2. Auflage, Göttingen 1869 (Digitalisat).

Eine Auswahl seiner geschichtlichen Arbeiten:
- Das Amt der Schlüssel. Hannover 1864 (Digitalisat). Hier deutet Ahrens die Schlüssel Petrus’ als Amt der Verwaltung der Heilmittel (S. 98), statt es nur als Haushälteramt zu betrachten.
- Geschichte des Lyceums zu Hannover von 1267 bis 1533 (= Jahresbericht des Lyceums I zu Hannover über das Schuljahr 1869/70.). Hannover 1870 (Digitalisat), weitere Schulprogammschriften.
- Zur ältesten Geschichte des Klosters Loccum. In: Zeitschrift des Historischen Vereins für Niedersachsen 38 (1872), S. 1–47 (Teil 1), 40 (1874/1875), S. 372–423 (Teil 2), 41 (1876), S. 47–156 (Teil 3) (Digitalisate der SLUB Dresden).

## Belege
1. ↑  Klaus Mlynek: Ahrens, Heinrich Ludolf. In: Hannoversches Biographisches Lexikon. Von den Anfängen bis zur Gegenwart. Schlütersche, Hannover 2002, S. 25 f., hier S. 25.
2. ↑  Eingeschrieben als „Franz Heinrich Ludolf Ahrens“ am 19. April 1826 (Die Matrikel der Georg-August-Universität zu Göttingen 1734–1837. Hildesheim 1937, S. 760).
3. ↑  Georg Meyer: Verzeichnis der Lehrer und Schüler des Ilfelder Pädagogiums von Ostern 1800 bis vor Ostern 1853. In: Jahresbericht über die Königliche Klosterschule zu Ilfeld, von Ostern 1905 bis Ostern 1906. Göttingen 1906, S. 3–71, hier S. 5.
4. ↑  Klaus Mlynek: Ahrens, Heinrich Ludolf. In: Hannoversches Biographisches Lexikon. Von den Anfängen bis zur Gegenwart. Schlütersche, Hannover 2002, S. 25 f., hier S. 26.
5. ↑  Volltext der Rezension zu Crusius (Hrsg.): Kleine Schriften, S. 236.
6. ↑  Carl Capelle: Heinrich Ludolf Ahrens. In: Biographisches Jahrbuch für Alterthumskunde. Bd. 4, 1881, hrsg. von Conrad Bursian, S. 89–103, hier S. 91 f.
7. ↑  Otto Crusius: Vorwort. In: Heinrich Ludolf Ahrens: Kleine Schriften von H. L. Ahrens. Hrsg. von Otto Crusius, Hannover 1891, S. V–IX, hier S. IX.
8. ↑  Siehe Heinrich Ludolf Ahrens: Der griechische Unterricht am Lyceum. In: Jahresbericht des Lyceums zu Hannover. Ostern 1860. Fr. Culemann, Hannover 1860, S. 20–32 (Digitalisat).
9. ↑  Siehe Stefan Kipf: Griechischlernen mit Homer und Herodot. Versuche einer Neugestaltung des griechischen Anfangsunterrichts seit dem Neuhumanismus. In: Werner Hüllen, Friedrike Kippel (Hrsg.): Sprachen der Bildung – Bildung durch Sprachen im Deutschland des 18. und 19. Jahrhunderts. Wiesbaden 2005, S. 91–104, hier S. 101 f., und Carl Capelle: Heinrich Ludolf Ahrens. In: Biographisches Jahrbuch für Alterthumskunde. Bd. 4, 1881, hrsg. von Conrad Bursian, S. 89–103, hier S. 96–99.
10. ↑  Über den Stellenwert seiner wissenschaftlichen Arbeiten gibt eine Rezension Aufschluss, die erschien in der Zeitschrift Athenaeum vom 30. Juli 1892, S. 156.
11. ↑  Carl Capelle: Heinrich Ludolf Ahrens. In: Biographisches Jahrbuch für Alterthumskunde. Bd. 4, 1881, hrsg. von Conrad Bursian, S. 89–103, hier S. 101 f.
12. ↑  Max Arnim: Mitglieder-Verzeichnisse der Gesellschaft der Wissenschaften zu Göttingen (1751‒1927). Göttingen 1928, S. 12.
13. ↑  Mitglieder: Heinrich Ahrens. Niedersächsische Akademie der Wissenschaften zu Göttingen, abgerufen am 20. August 2025.
14. ↑  Digitalisat.

| Personendaten    | Personendaten                                      |
| ---------------- | -------------------------------------------------- |
| NAME             | Ahrens, Heinrich Ludolf                            |
| ALTERNATIVNAMEN  | Ahrens, Franz Heinrich Ludolf (vollständiger Name) |
| KURZBESCHREIBUNG | deutscher Philologe                                |
| GEBURTSDATUM     | 6. Juni 1809                                       |
| GEBURTSORT       | Helmstedt                                          |
| STERBEDATUM      | 24. September 1881                                 |
| STERBEORT        | Hannover                                           |